# باربارا مونوز (بازیکن فوتبال)
باربارا مونوز (انگلیسی: Bárbara Muñoz؛ زادهٔ ۲ ژانویهٔ ۱۹۹۲) بازیکن فوتبال اهل شیلی است.
وی همچنین در تیم ملی فوتبال زنان شیلی بازی کرده‌است.